# تقریب بوسینسک (شناوری)
تقریب بوسینسک (شناوری)، تقریبی است که در تحلیل جریان‌هایی سیال تحت تأثیر نیروی شناوری به کار می‌رود. نامگذاری این تقریب به احترام جوزف ولنتین بوسینسک دانشمند فرانسوی می‌باشد. این تقریب بر این اساس استوار است که در معادلهٔ حرکت می‌توان از تأثیر تغییرات چگالی سیال در ترم مومنتم چشم پوشی نمود و تأثیر تغییرات چگالی را تنها در ترم‌هایی از معادله حرکت سیال که ضریب شتاب گرانش می‌باشند منظور نمود. این تقریب در حل معادلهٔ حرکت سیال در شرایطی که تغییر چگالی وجود دارد را بسیار ساده‌تر می‌کند. از جمله کاربردهای این تقریب می‌توان به پیش‌بینی جریان هوا در اتمسفر و پیش‌بینی جریان سیال در همرفت طبیعی در حل معادلات انتقال حرارت برای کاربرد‌های صنعتی اشاره نمود.